# حباب شیشه (فیلم)
حباب شیشه یک فیلم درام آمریکایی محصول سال ۱۹۷۹ است که از کتابی به همین نام نوشته سیلویا پلات اقتباس شده است. لری پیرس کارگردان فیلم است و مریلین هست و جولی هریس بازیگران آن هستند. داستان فیلم درباره تابستان یک زن جوان در نیویورک است که در مجله‌ای زنانه کار می‌کند، به  نیوانگلند بازمی‌گردد و در بحبوحه دشواری‌های دهه 1950، از جمله اعدام روزنبرگ‌ها و جنبه‌های نگران‌کننده فرهنگ عامه، دچار فروپاشی روانی می‌شود.  

### خلاصه داستان
داستان فیلم، تابستان یک زن جوان را به تصویر می‌کشد که در نیویورک برای مجله‌ای شبیه به "مادمازل" کار می‌کند، به نیوانگلند بازمی‌گردد و در بحبوحه دهه 1950 دچار فروپاشی روانی می‌شود.

## بازیگران
- مریلین هست در نقش استر گرینوود
- جولی هریس در نقش خانم گرینوود
- ان جکسون در نقش دکتر نولان
- باربارا باری در نقش جی سی
- رابرت کلاین در نقش لنی
- دانا میچل در نقش جوآن
- مری لوییز ولر در نقش دورین
- جیمسون پارکر در نقش بادی ویلارد
- تائو پنگلیس در نقش مارکو
- اسکات مک کی در نقش آقای گیلینگ
- مگ ماندی در نقش بیا رمزی